# Comuna Skvareava, Zolociv
Skvareava (în ucraineană Скварява) este o comună în raionul Zolociv, regiunea Liov, Ucraina, formată din satele Skvareava (reședința) și Stadnea.

## Demografie
Componența lingvistică a comunei Skvareava
     Ucraineană (99,84%)
     Alte limbi (0,16%)
Conform recensământului din 2001, majoritatea populației comunei Skvareava era vorbitoare de ucraineană (99,84%), existând în minoritate și vorbitori de alte limbi.